# Речки (Себежский район)
Речки — деревня в Себежском районе Псковской области России. Входит в состав городского поселения Идрица.

## География
Находится на юго-западе региона, в северо-восточной части района, в лесной местности около реки Великая.
Уличная сеть не развита.

## История
В 1802—1924 годах земли поселения Речка входили в Себежский уезд Витебской губернии.
В 1941—1944 гг. местность находилась под фашистской оккупацией войсками Гитлеровской Германии.
До 1995 года деревня входила в Идрицкий сельсовет. Постановлением Псковского областного Собрания депутатов от 26 января 1995 года все сельсоветы в Псковской области были переименованы в волости и деревня стала частью Идрицкой волости.
В 2015 году Идрицкая волость, вместе с деревней Речки и другими населёнными пунктами, была влита в состав городского поселения Идрица.

## Население
| 2001 | 2002 | 2010 |
| ---- | ---- | ---- |
| 12   | ↘11  | ↘8   |

### Национальный состав
Согласно результатам переписи 2002 года, в национальной структуре населения русские составляли 91 % от общей численности в 11 чел..

## Инфраструктура
Братское захоронение.

## Транспорт
Деревня доступна по автодороге 58К-548 «Идрица — Ночлегово».